# Лютый, Александр Сергеевич
Алекса́ндр Серге́евич Лю́тый (1 января 1920, Полтава — 27 марта 1944, Николаев) — участник Великой Отечественной войны, Герой Советского Союза.

## Биография
Александр Лютый родился 1 января 1920 года в Полтаве (по другим данным — в селе Памятное Голопристанского района Херсонской области). Сирота. Воспитывался в Полтавском детдоме.
В 1940 году Полтавским РВК призван на флот. Служил на Черноморском флоте, где его и застала Великая Отечественная война.
В августе — ноябре 1942 года принимал участие в обороне Новороссийска, был ранен. В октябре 1943 года назначен в 384-й отдельный батальон морской пехоты Черноморского флота на должность радиста взвода связи. Принимал участие в десантной операции в районе Осипенко, затем — в боях на Кинбурнской косе, освобождении посёлков Херсонской области Богоявленское и Широкая Балка.
В ночь на 26 марта 1944 года в составе десантного отряда, состоящего из моряков-добровольцев, возглавляемого старшим лейтенантом Ольшанским, высадился в тыл противника в районе села Ковалевка, откуда был осуществлён марш-бросок в порт Николаев. Заняв несколько зданий порта и приспособив их к обороне, отряд двое суток до подхода своих войск вёл бой, отбив восемнадцать ожесточенных атак противника.
Старший матрос Лютый Александр Сергеевич погиб в бою 27 марта 1944 года.
Похоронен в братской могиле в Николаеве в сквере 68-ми десантников.

## Увековечение памяти
Указом Президиума Верховного Совета СССР от 20 апреля 1945 года за образцовое выполнение боевых заданий командования на фронте борьбы с немецкими захватчиками и проявленные при этом отвагу и героизм старшему матросу Лютому Александру Сергеевичу присвоено звание Героя Советского Союза (посмертно).
В Николаеве открыт Народный музей боевой славы моряков-десантников. У слияния Южного Буга и Ингула установлена гранитная плита-памятник. На нём золотыми буквами высечено имя Александра Сергеевича Лютого. В честь 68-ми десантников в городе названа улица. В селе Юрьевка на месте высадки десанта под командованием Константина Ольшанского, установлена мемориальная гранитная глыба с памятной надписью.
Именем Александра Лютого в 1950-х годах названа одна из улиц в Киевском районе Полтавы (бывшая Бульварная, от Ботанического переулка до улицы Солнечной).